# Їжатець індійський
Їжатець індійський (Hystrix indica) — вид гризунів із родини їжатцеві роду їжатець (Hystrix).

## Поширення
Населяє ліси, скелясті пагорби, чагарники тропічних і помірних широт, луки, орні землі, плантації, сади та яри у країнах близького сходу, південної та центральної Азії, в тому числі на острові Шрі-Ланка. У Гімалаях вони досягають висоти до 2400 метрів. Назва indica стосується Індії, де цей вид був вперше описаний. Каріотип: 2n=60.

## Зовнішня морфологія
Морфометрія Довжина голови й тіла: 70–90 сантиметрів, довжина хвоста: 8–10 см, вага: 10–17 кг.
Опис Тіло кремезне й добре пристосоване до копання з широкими ступнями й довгими кігтями. Поверхня спини вкрита голками які сягають в довжину 30–40 см. Під довшими й тоншими голками лежить шар коротких й товстих. Кожна голка має коричневий або чорний колір, зі смугами білого кольору. Колючки різняться по довжині; на шиї та плечах голки найдовші, досягаючи 15–30 см в довжину. Хвіст покритий коротшими та білішими колючками. Серед них є довші, порожнисті; їжатець трясе ними, щоб попередити потенційних хижаків.

## Відтворення
Вагітність для виду, в середньому, триває 240 днів; може відбуватись раз на рік. Розмір потомства від двох до чотирьох. Молодь народжуються з відкритими очима, а тіло покрите короткими м'якими колючками. Як правило індійський їжатець моногамний; потомство залишається з обома батьками протягом року. 

## Поведінка
Він проводить велику частину дня у своїй норі, виходячи за продовольством уночі, або при потребі у сутінках. Притулок знаходить у печерах, між скель, або в норах. Нори, як правило, побудовані ним самим, з довгим вхідним тунелем, кількома виходами та великою внутрішньою камерою. Обгризені кістки та більшість викопаної землі, як правило, залишає біля входу. Бурчання індійського їжатця нагадує бурчання свині.

## Поведінка при загрозі
При роздратуванні чи стривожені індійський їжатець підіймає колючки та гримить порожнистими колючками на хвості. Якщо порушення спокою триває, він атакує задом наперед і б'є спиною ворога. Це занурює голки глибоко у супротивника, що часто призводить до тяжких травм або смерті. Більшість пошкоджень робиться короткими голками, що приховане під довшими, тоншими голками на хвості й спині. Досить часто ці голки вбивають і залишаються в жертві.

## Місце в харчовому ланцюзі
Основним джерелом їжі для індійського їжатця є рослинний матеріал усіх видів, включаючи фрукти, зерно і коріння, в тому числі сільськогосподарські культури. Відомо також, що вони жують кістки задля корисних речовин (наприклад, кальцію), які потрібні для росту хребта. Іншими основними хижаками для нього є великі кішки. Іноді знаходять тигрів і леопардів, які загинули від голок індійського їжатця, який захищався.

## Відносини з людиною

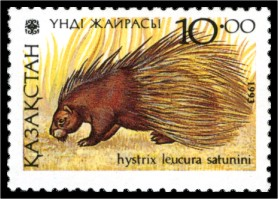

Місцеві жителі вважають, що H. indica може кидати свої голки в нападників як дротик, проте це помилкове уявлення. Стривожені, вони брязкають голками, щоб зробити попереджувальний звук. У ході цього процесу деякі зі старих голок можуть впасти, що може призвели до цієї віри. Ці тварини вважаються сільськогосподарськими шкідниками на думку місцевих жителів, які також використовують їх для харчування. Аль Мнейсах, село в північній частині Йорданії, отримало назву від назви цього виду. Зображення цього виду розміщено на пам'ятній нейзильберовій монеті в 50 тенге.